# Hårlev
Hårlev er en stationsby i Hårlev Sogn på Sydsjælland med 2.914 indbyggere  (2024). Byen ligger i Stevns Kommune og tilhører Region Sjælland.
Ved Hårlev deler den tidligere privatejede jernbane Østbanen (fra Køge) sig mod henholdsvis Rødvig og Faxe Ladeplads.
Byen består af to dele: Stationsbyen i det nordvestlige hjørne og den oprindelige landsby i det sydøstlige hjørne af byen.

## Landsbyen
Hårlev er en gammel landsby med rødder tilbage til vikingetiden og har måske haft en betydning i lighed med Jelling. Ved siden af Hårlev Kirke findes den store "Kong Hothers Høj" ("Kongshøj"), som Tryggevælde-runestenen muligvis har stået på.

## Stationsbyen
I 1872 beskrives byen således: "Haarlev med Kirken, Præstegaard, Skole og Kro".
Da Østbanen blev anlagt i 1879, blev der opført en station ca. 1 km nordvest for den gamle landsby. Derefter blev der hurtigt bygget nyt omkring stationen, som i løbet af 1900-tallet udviklede sig til en stationsby.
I 1898 blev byen beskrevet således: "Haarlev (gml. Form Hornlewæ, Hornleffwæ, Horlef), ved Vejen til Præstø, med Kirke, Præstegd., Skole, Forsamlingshus (opf. 1886), Andelsmejeri, Mølle, Markedsplads (Marked 3. Torsdag i Marts og Okt.) samt Jærnbanestation og Telegrafstation".
I dag er stationsbyen og landsbyen for længst vokset sammen til et samlet byområde bundet sammen af parcelhuse, butikker, liberale erhverv, småhåndværk og service.

## Demografi
Pr. 1. januar, medmindre andet er angivet
| År                | Antal |
| ----------------- | ----- |
| 9. november, 1970 | 1.228 |
| 1976              | 1.617 |
| 1981              | 1.838 |
| 1986              | 2.078 |
| 1990              | 2.220 |
| 1996              | 2.286 |
| 2000              | 2.393 |
| 2004              | 2.451 |
| 2008              | 2.522 |
| 2008              | 2.529 |